# Yumbo
Yumbo ist eine Gemeinde (Municipio) im Departamento Valle del Cauca in Kolumbien. Yumbo trägt aufgrund des hohen Industrialisierungsgrades der Stadt den Beinamen Capital Industrial de Colombia (Industriehauptstadt Kolumbiens). Yumbo liegt direkt nördlich von Cali und gehört zur inoffiziellen Metropolregion Cali.

## Geographie
Yumbo liegt in Valle del Cauca in der Subregion Sur auf einer Höhe von 1021 m ü. NN. Das Gebiet der Gemeinde ist geteilt in gebirgige und ebene Flächen. Die Gemeinde grenzt im Norden an Vijes, im Süden an Cali, im Osten an Palmira und im Westen an La Cumbre.

## Bevölkerung
Die Gemeinde Yumbo hat 128.616 Einwohner, von denen 112.941 im städtischen Teil (cabecera municipal) der Gemeinde leben. In der Metropolregion leben 3.151.710 Einwohner (Stand: 2019).

## Geschichte
Das Gebiet von Yumbo war schon lange vor der Ankunft der Spanier von indigenen Völkern bewohnt, unter anderem vom präkolumbischen Volk der Yumbo, dessen Ursprünge unbekannt sind, das aber ansonsten insbesondere auf dem Gebiet des heutigen Ecuador lebte. Yumbo wurde 1536 vom spanischen Konquistador Miguel López Muñoz entdeckt. Den Status einer Gemeinde erhielt Yumbon 1864.

## Wirtschaft
Der wichtigste Wirtschaftszweig von Yumbo ist die Industrie, die sich aufgrund der Nähe zu Cali seit den 1940er Jahren in der Gemeinde angesiedelt hat. Insgesamt sind in Yumbo 461 große Firmen ansässig. Neben der Nähe zu Cali sind die Nähe zum Flughafen Cali sowie die gute Erreichbarkeit des Hafens von Buenaventura wichtige Faktoren.

## Persönlichkeiten
- Luis Javier Mosquera (* 1995), Gewichtheber